# Ireneusz Gugulski
Ireneusz Dobrosław Gugulski (ur. 24 czerwca 1935 we wsi Klecza Dolna pod Wadowicami, zm. 29 czerwca 1990 w Warszawie) – warszawski nauczyciel-polonista.

## Życiorys
Syn Franciszka i Emilii z Sikorskich. Ojciec był kierownikiem Publicznej Szkoły Powszechnej w Kleczy Dolnej, gdzie uczyła też jego matka. Miał ośmioro rodzeństwa. W latach 1941–1948 uczęszczał do szkoły powszechnej w Kleczy. Ukończył Państwowe Liceum i Gimnazjum im. Marcina Wadowity w Wadowicach w 1952 roku. W latach 1952–1956 był studentem Wydziału Filologicznego Uniwersytetu Jagiellońskiego w Krakowie, gdzie otrzymał dyplom magisterski za pracę O „Pamiętnikach starającego się” T. T. Jeża (Z. Miłkowskiego), napisaną pod kierunkiem Wacława Kubackiego. Uczęszczał na wykłady Stanisława Pigonia, Juliusza Kleinera, Zenona Klemensiewicza, Kazimierza Wyki i Tadeusza Ulewicza. 
1956–1958 mieszkał w Warszawie, 1958–1964 w Zalesiu Dolnym, w latach 1964–1990 ponownie w Warszawie. W roku szkolnym 1958/59 zaczął uczyć w Szkole Podstawowej Nr 70 w Warszawie, a w roku szkolnym 1959/60 w VI Liceum Ogólnokształcącym im. Tadeusza Reytana w Warszawie, w którym pracował, z przerwami, do końca życia.
Wiosną 1968 roku wstrzymał się od głosowania nad rezolucją nauczycieli mokotowskich potępiających Związek Literatów Polskich za obronę Dziadów Adama Mickiewicza w inscenizacji Kazimierza Dejmka (takich wstrzymujących się było czworo, poza nim: Irena Knothe, Teresa Wiśniewska, Ewelina Lipko-Lipczyńska) i został przeniesiony na rok do Szkoły Podstawowej nr 261 w Warszawie-Wilanowie. Nie podjął tam pracy, zajął się swoim zdrowiem – poddał się dawno odkładanej operacji, a we wrześniu 1969 roku wrócił do Reytana.
Wiosną 1977 roku wraz z innymi nauczycielami szkoły (m.in. Stefanią Światłowską i Wojciechem Fałkowskim) podpisał wniosek o powołanie sejmowej komisji nadzwyczajnej do zbadania przebiegu  protestów i represji w Radomiu i Ursusie w czerwcu 1976. Został karnie przeniesiony do XXXIII Liceum Ogólnokształcącego im. Mikołaja Kopernika w Warszawie. Uczył tam w latach 1977–1981. Do Reytana wrócił we wrześniu 1981. W nocy z 12 na 13 grudnia 1981 roku, w chwili wprowadzenia stanu wojennego, został internowany i do lipca 1982 przebywał w ośrodkach internowania.
We wrześniu 1982 roku zawieszono go w wykonywaniu obowiązków i wytoczono sprawę dyscyplinarną za przemycenie z ośrodka internowania Listu internowanego nauczyciela do swoich maturzystów z VI Liceum Ogólnokształcącego imienia Tadeusza Reytana w Warszawie.
Służba Bezpieczeństwa prowadziła przeciwko niemu sprawę operacyjną SOR/Kw. Ewid. „Harcerz” (nr 16190). Od września 1983 miał wrócić do VI LO, lecz od nowego roku został przeniesiony służbowo do XXI Liceum Ogólnokształcącego im. Hugona Kołłątaja w Warszawie. Do Reytana wrócił we wrześniu 1989 roku, lecz wkrótce choroba uniemożliwiła mu dalsze nauczanie.
W pierwszej połowie lat siedemdziesiątych przygotował (wraz z Bohdanem Cywińskim, Anną Radziwiłł, Adamem Stanowskim i Marią Wosiek) opracowanie dla kardynała Karola Wojtyły pt. Humanistyka w Szkole. W latach siedemdziesiątych uczestniczył w konwersatoriach Towarzystwa Kursów Naukowych, a w latach osiemdziesiątych w pracach Duszpasterstwa Nauczycieli prowadzonego przez o. Jacka Salija OP. Po roku 1982 przygotował dla Episkopatu Polski Uwagi do programu nauczania języka polskiego dla szkół ponadpodstawowych.
Wychowankowie, laureaci olimpiady polonistycznej: Jerzy Sosnowski (1981), Michał Rusiecki (1982). W 1986 roku otrzymał Dyplom Uznania od Komitetu Głównego Olimpiad Polonistycznych.
Od 1956 żonaty z koleżanką ze studiów, bibliotekarką szkolną Cecylią z Baumów Gugulską (1934–2022). Był ojcem Antoniego Gugulskiego, lekarza, Marcina Gugulskiego, rzecznika prasowego rządu Jana Olszewskiego, i Zofii Staneckiej, pisarki. Został pochowany na Cmentarzu Parafialnym w Laskach.

## Odznaczenia
8 sierpnia 2008 roku został pośmiertnie odznaczony Krzyżem Kawalerskim Orderu Odrodzenia Polski za zasługi w działalności na rzecz przemian demokratycznych w Polsce, za osiągnięcia w pracy zawodowej i społecznej.

## Upamiętnienie
Jesienią 2001 roku Jerzy Axer otworzył w Laboratorium Edukacyjnym Ośrodka Badań nad Tradycją Antyczną Uniwersytetu Warszawskiego salkę im. Ireneusza Gugulskiego. Uroczystość tę poprzedziło wprowadzenie Axera „Po co się spotkaliśmy?” oraz dyskusja „Misja współczesnego nauczyciela”.
Od 28 października 2009 jest patronem jednej z sal w VI Liceum Ogólnokształcącym im. Tadeusza Reytana w Warszawie.
22 marca 2018 Rada m.st. Warszawy nadała placowi w Dzielnicy Mokotów (u zbiegu ul. Pęcherskiej z ul. Edwarda Abramowskiego) nazwę: Plac Ireneusza Gugulskiego.
25 października 2021 został jednym z czworga laureatów pierwszej edycji Nagrody im. Grażyny Langowskiej dla nauczycieli, wychowawców i instytucji działających w duchu patriotycznym.

## Wspomnienia uczniów
Ludwik Stomma wspomina, że na lekcjach Gugulskiego omawiało się Czesława Miłosza, Mariana Hemara i emigracyjnego poetę Kazimierza Wierzyńskiego. Było to w okresie, kiedy pisarze ci byli na indeksie (byli zabronieni).

## Wywiady z Ireneuszem Gugulskim
- Ewa Berberyusz, Innej Antygony nie będzie, „Tygodnik Powszechny”, 1982, nr 45, s. 3 (ocenzurowane)
- Urszula Doroszewska, Najważniejsze nie kłamać (w cyklu Etyka mojego zawodu), „Przegląd Katolicki”, 1988, nr 3, s. 3

## Publikacje Ireneusza Gugulskiego
- List internowanego nauczyciela do swoich maturzystów, „Wiadomości”, Warszawa, 19 maja 1982, nr 30, s. 4 (fragmenty cytowane przez papieża Jana Pawła II opublikowało „Osservatore Romano”)
- Młodzież i szkoła – obserwacje nauczycielskie (odczyt na temat spraw szkolnych wygłoszony w Ośrodku Internowania w Jaworzu, w czasie wieczoru PEN Clubu), „Głos”, 1982, nr 2/3, s. 28–33
- Kształcić czy wychowywać?, „Życie Literackie” 1974, nr 20/1164, s. 12
- Profesor Pimko a sprawa wypracowań uczniowskich, [w:] Prace pisemne z języka polskiego w szkole średniej (zbiór pod red. Zygmunta Saloniego), Warszawa 1972, s. 12–26